# Tatort: Bienzle und der heimliche Zeuge
Bienzle und der heimliche Zeuge ist eine Folge der Krimireihe Tatort. Die Erstausstrahlung des vom Südwestrundfunk unter der Regie von Arend Agthe produzierten Beitrags fand am 6. Mai 2001 im Ersten Deutschen Fernsehen statt. Es handelt sich um die 469. Episode der Filmreihe sowie die dreizehnte mit dem Stuttgarter Kommissar Ernst Bienzle.

## Handlung
Kommissar Bienzle freut sich auf den Besuch eines Konzertes des Stuttgarter Knabenchors. Christian Jareis, einer der Chorknaben, vergreift sich an der Geldkassette seiner Managerin Barbara Massenbach, weil er seinem Vater aus einer Notlage helfen will und sich keinen anderen Rat weiß. Gerade als er das Büro verlassen will, hört er Personen kommen, sodass sich der Junge schnell versteckt. Unfreiwillig wird er Zeuge, wie seine Managerin mit einem Brieföffner erstochen wird. Vom Täter kann er aber nichts weiter außer den auffälligen schwarzen Schuhen erkennen.
Nachdem die Polizei von einem anonymen Anrufer  verständigt wird, muss Bienzle den Tatort begutachten und kann dem Konzert nicht beiwohnen. Er verdächtigt zunächst den Chorleiter und Dirigenten Marcus Canteni, den die Managerin demnächst entlassen wollte, weil sie erfahren hatte, dass Canteni homosexuell ist und er für sie daher als Chorleiter eines Knabenchors nicht länger tragbar war. Doch schon am nächsten Tag ruft der Musikhausbetreiber Berthold bei der Polizei an. Christian hat ihm heimlich zwei Bündel Geldscheine zukommen lassen, deren Banderolen den Stempel des Stuttgarter Knabenchors tragen. Da Paul Jareis ihm genau diese Summe schuldet, wird dieser nun verdächtigt. Bienzle erklärt sich damit auch das auffallende Verhalten von Christian. Er vermutet, dass der Junge etwas gesehen hat und wenn dies sein Vater gewesen sein sollte, muss er zwangsläufig in einen Gewissenskonflikt geraten sein. Jareis wird festgenommen und sein Sohn soll dem Jugendamt überantwortet werden. Da er dies auf keinen Fall will, ergreift er die Flucht. Es gelingt ihm bis zu seinem Vater in die Untersuchungshaft zu gelangen. Dort gesteht er ihm, was er getan und gesehen hatte. Bienzle erfährt davon und befürchtet, dass Christian nun in Gefahr sein könnte. Daher fordert er Personenschutz für den Jungen an.
Gerichtsmediziner Kocher teilt Bienzle mit, dass Barbara Massenbach schwanger war. Dieser Hinweis macht den Kommissar auf Henry Buchenhöfer, dem zukünftigen Intendanten und Vorsitzenden des Fördervereins des Chors, aufmerksam. Den Gerüchten nach hatte er ein Verhältnis mit der Managerin und könnte somit auch der Kindsvater sein. Ein DNA-Abgleich bestätigt dieses. Als verheirateter Familienvater, der so in der Öffentlichkeit steht wie Buchenhöfer, wäre das ein Skandal und das Ende seiner Karriere. Für Bienzle ein sehr starkes Motiv für einen Mord.
Die Situation spitzt sich zu, als Christian seinen Freund Wolfgang Buchenhöfer besucht und dort die Schuhe dessen Vater als die des Mörders wiedererkennt. Henry Buchenhöfer findet dabei heraus, dass Christian ihn bei seiner Tat beobachtet hatte. Er will ihn zum Schweigen bringen und vom Kirchturm werfen, doch aufgrund der Observierung ist die Polizei stets in Christians Nähe und Bienzle kann Christian retten.

## Hintergrund
Die Dreharbeiten zu Bienzle und der heimliche Zeuge erfolgten vom 2. November bis zum 11. Dezember 2000 in Stuttgart, Baden-Baden und Alpirsbach. Die damals amtierende Bundesministerin der Justiz Herta Däubler-Gmelin hat in diesem Tatort eine Gastrolle als Ministerin. Die musikalischen Teile wurden unter Mithilfe der Rottweiler Münstersängerknaben gestaltet.

## Rezeption

### Einschaltquote
Die Erstausstrahlung am 6. Mai 2001 verfolgten 6,6 Millionen Zuschauer. Damit erreichte Das Erste eine Quote von 20 Prozent.

### Kritik
Tilmann P. Gangloff meint bei tittelbach.tv: „Die Liebhaber altmodischer Kriminalgeschichten kommen also voll und ganz auf ihre Kosten, zumal Bienzle (Dietz Werner Steck) sämtliche Verdächtigen genüsslich erst mal zappeln lässt. […] Wie praktisch alle ‚Tatorte‘ aus Stuttgart verzichtet auch diese Folge auf vordergründige Effekte; die Zeichnung der Charaktere ist Autor und Regisseur deutlich wichtiger. Deshalb stört es um so mehr, dass einige der Nebendarsteller alles andere als leise Töne wählen und auftrumpfen, als gelte es, im voll besetzten Theater auch noch die letzte Reihe zu erreichen. Um so erholsamer ist die souveräne, ruhige Art von Dietz Werner Steck, der wie stets der ruhende Pol der Handlung ist.“
Die Kritiker der Fernsehzeitschrift TV Spielfilm vergeben die bestmögliche Wertung (Daumen nach oben) und meinen: „Etwas bieder, aber schnörkellos erzählt.“